# Venham mais Cinco
Venham mais Cinco é um álbum de canções originais de José Afonso. Foi gravado em Paris, no estúdio Aquarium, e contou com produção musical de José Niza, e direção musical de José Mário Branco, que também foi responsável pelos arranjos musicais. O álbum foi editado no Natal de 1973, sendo o último álbum de José Afonso antes da Revolução de Abril.

## Significado Histórico
Na época em que este álbum foi concebido, José Afonso estava a cantar um pouco por todo o lado como símbolo antifascista de oposição ao Estado Novo Português.
Quando o disco foi lançado ao mercado, a cançonetista Maria Antonieta, à época elemento do Coro Feminino da Emissora Nacional, e organizadora da música gravada na Secção de Arquivos Musicais, da Repartição de Programas Musicais, da Direcção dos Serviços de Programas da Emissora Nacional, adquiriu o disco numa loja especializada, e submeteu o disco à Censura, que o proibiu de imediato, e comunicou a decisão à PIDE/DGS, que procedeu logo à sua apreensão imediata.
Muitas sessões musicais de José Afonso foram proibidas pela PIDE/DGS e, em Abril de 1973 ele foi detido no Forte-prisão de Caxias onde esteve até finais de Maio.
Aquando da Revolução, este disco foi um dos primeiros discos proibidos a serem transmitidos na rádio, principalmente no Rádio Clube Português.

## Descrição do álbum
Neste disco, o cantor assina algumas das suas canções que se tornaram clássicas, como "Venham Mais Cinco", "A Formiga no Carreiro" ou "Que Amor Não me Engana", mas também alguns poemas de cariz quase surrealista, como "Rio Largo de Profundis", "Nefretite Não Tinha Papeira" ou  "Era uma Redondo Vocábulo", cujo poema foi escrito no período de detenção em Caxias, e que também se tornou num dos seus maiores clássicos. 

## Alinhamento
Face A
- 1 - Rio largo de profundis (2'48)
- 2 - Era um redondo vocábulo (3'16)
- 3 - Nefretite não tinha papeira (2'27)
- 4 - Adeus ó Serra da Lapa (1'35)
- 5 - Venham mais cinco (4'40)

Face B
- 1 - A formiga no carreiro (3'28)
- 2 - Que amor não me engana (3'47)
- 3 - Paz poeta e pombas (223)
- 4 - Se voaras mais ao perto (223)
- 5 - Gastão era perfeito (223)